# Contre-la-montre par équipes de l'Open de Suède Vårgårda 2008
La 1re édition du contre-la-montre par équipes de l'Open de Suède Vårgårda a eu lieu le 1er août 2008. Elle fait partie de la Coupe du monde de cyclisme sur route féminine.

## Classements

### Classement final
| Rang | Équipes                             | Cyclistes                           | Temps        | Points Coupe du monde |
| ---- | ----------------------------------- | ----------------------------------- | ------------ | --------------------- |
| 1    | Cervélo Lifeforce Pro Cycling Team  | Priska Doppmann (SUI)               | 38 min 56 s  | 35                    |
| 1    | Cervélo Lifeforce Pro Cycling Team  | Karin Thürig (SUI)                  | 38 min 56 s  | 35                    |
| 1    | Cervélo Lifeforce Pro Cycling Team  | Christiane Soeder (AUT)             | 38 min 56 s  | 35                    |
| 1    | Cervélo Lifeforce Pro Cycling Team  | Carla Ryan (AUS)                    | 38 min 56 s  | 35                    |
| 1    | Cervélo Lifeforce Pro Cycling Team  | Sarah Düster (GER)                  | 38 min 56 s  | 35                    |
| 1    | Cervélo Lifeforce Pro Cycling Team  | Pascale Schnider (SUI)              | 38 min 56 s  | 35                    |
| 2    | Columbia Women                      | Luise Keller (GER)                  | + 1 min 14 s | 30                    |
| 2    | Columbia Women                      | Alexis Rhodes (AUS)                 | + 1 min 14 s | 30                    |
| 2    | Columbia Women                      | Ina-Yoko Teutenberg (GER)           | + 1 min 14 s | 30                    |
| 2    | Columbia Women                      | Linda Villumsen (NZL)               | + 1 min 14 s | 30                    |
| 2    | Columbia Women                      | Kimberly Anderson (USA)             | + 1 min 14 s | 35                    |
| 2    | Columbia Women                      | Emilia Fahlin (SWE)                 | + 1 min 14 s | 35                    |
| 3    | Nürnberger Versicherung             | Charlotte Becker (GER)              | + 1 min 27 s | 25                    |
| 3    | Nürnberger Versicherung             | Suzanne de Goede (NED)              | + 1 min 27 s | 25                    |
| 3    | Nürnberger Versicherung             | Edita Pučinskaitė (LTU)             | + 1 min 27 s | 25                    |
| 3    | Nürnberger Versicherung             | Larissa Kleinmann (GER)             | + 1 min 27 s | 25                    |
| 3    | Nürnberger Versicherung             | Christina Becker (GER)              | + 1 min 27 s | 35                    |
| 3    | Nürnberger Versicherung             | Marie Lindberg (SWE)                | + 1 min 27 s | 35                    |
| 4    | Flexpoint                           | Loes Gunnewijk (NED)                | + 1 min 30 s | 20                    |
| 4    | Flexpoint                           | Loes Markerink (NED)                | + 1 min 30 s | 20                    |
| 4    | Flexpoint                           | Trine Schmidt (DEN)                 | + 1 min 30 s | 20                    |
| 4    | Flexpoint                           | Iris Slappendel (NED)               | + 1 min 30 s | 20                    |
| 5    | Vrienden van het Platteland         | Ellen van Dijk (NED)                | + 1 min 56 s | 16                    |
| 5    | Vrienden van het Platteland         | Liesbet de Vocht (BEL)              | + 1 min 56 s | 16                    |
| 5    | Vrienden van het Platteland         | An Van Rie (BEL)                    | + 1 min 56 s | 16                    |
| 5    | Vrienden van het Platteland         | Marit Huisman (NED)                 | + 1 min 56 s | 16                    |
| 5    | Vrienden van het Platteland         | Annemiek Van Vleuten (NED)          | + 1 min 56 s | 16                    |
| 5    | Vrienden van het Platteland         | Liesbeth Bakker (NED)               | + 1 min 56 s | 16                    |
| 6    | AA Drink                            | AA Drink                            | + 2 min 41 s | 15                    |
| 7    | DSB Bank                            | DSB Bank                            | + 2 min 46 s | 14                    |
| 8    | Suède                               | Suède                               | + 3 min 40 s | 13                    |
| 9    | Menikini-Selle Italia-Master Colors | Menikini-Selle Italia-Master Colors | + 3 min 49 s | 12                    |
| 10   | Ukraine                             | Ukraine                             | + 4 min 17 s | 11                    |